# Tanta Sporting Club
Tanta Sporting Club (en árabe: نادي طنطا الرياضي‎) es un equipo de fútbol egipcio que juega en la Premier League de Egipto, la categoría máxima del fútbol profesional en el país.